# Osiedle Zielony Dębiec
Osiedle Zielony Dębiec – osiedle samorządowe (jednostka pomocnicza gminy) Poznania (od 1 stycznia 2011 roku). 

## Granice
Osiedle Zielony Dębiec graniczy:
- z Osiedlem Świerczewo (granica - trasa linii kolejowej nr 271)
- z Osiedlem Górczyn
- z Osiedlem Wilda (granica - trasa linii kolejowej nr 272)
- z Osiedlem Starołęka-Minikowo-Marlewo (granica - rzeka Warta)

## Podział
Podział w Systemie Informacji Miejskiej
Według Systemu Informacji Miejskiej Osiedle Zielony Dębiec jest podzielone na trzy jednostki obszarowe:
- Dębiec
- Dębina
- Osiedle Dębina

## Siedziba Rady Osiedla
Adres rady osiedla
Szkoła Podstawowa nr 84 przy ul. Łozowej 53.

## Komunikacja
Osiedle obsługują tramwaje linii 2, 9 i 10 (pętla Dębiec), a także autobusy MPK Poznań linii 149, 171 i 176 oraz linia nocna 215.